# شبانغنبرغ
اشبانغنبرغ (هسن) (بالألمانية: Spangenberg) هي بلدة، مدينة وبلدة ألمانية تقع في ألمانيا في Schwalm-Eder-Kreis. يقدر عدد سكانها بـ 6,446 نسمة .